# Entre deux eaux (Gil Jourdan)
Pour les articles homonymes, voir Entre deux eaux.
Entre deux eaux est la vingt-sixième histoire de la série Gil Jourdan de Maurice Tillieux et Gos. Elle est publiée pour la première fois du no 2119 au no 2131 du journal Spirou. Puis est publiée sous forme d'album en 1979.

## Univers

### Synopsis
Ces « dernières enquêtes de Gil Jourdan » regroupent quatre aventures écrites par Tillieux et dessinées par Gos.
L’aventure-titre nous fait suivre en 28 pages une enquête de 1978 sur le vol d’un sous-marin à Saint-Nazaire, chez un collectionneur d’armes lourdes.
« L’homme au pull blanc », 5 pages sans Gil Jourdan. C’est Queue de Cerise qui se charge de veiller à la protection d’un ancien directeur de cirque menacé de mort.
Cinq autres pages pour « Coup d’éclat »,  mini-enquête sur un accident de voiture qui pourrait bien être un meurtre déguisé.
Enfin 6 pages avec « Les santons », une traversée de la manche mouvementée avec détournement d’overcraft sous la neige.

Ces 3 dernières histoires courtes datent des années 1970/71.

### Personnages
- Gil Jourdan.
- Libellule.
- Jules Crouton.
- Pierre Lecanut, collectionneur de matériel militaire.

### Voitures remarquées

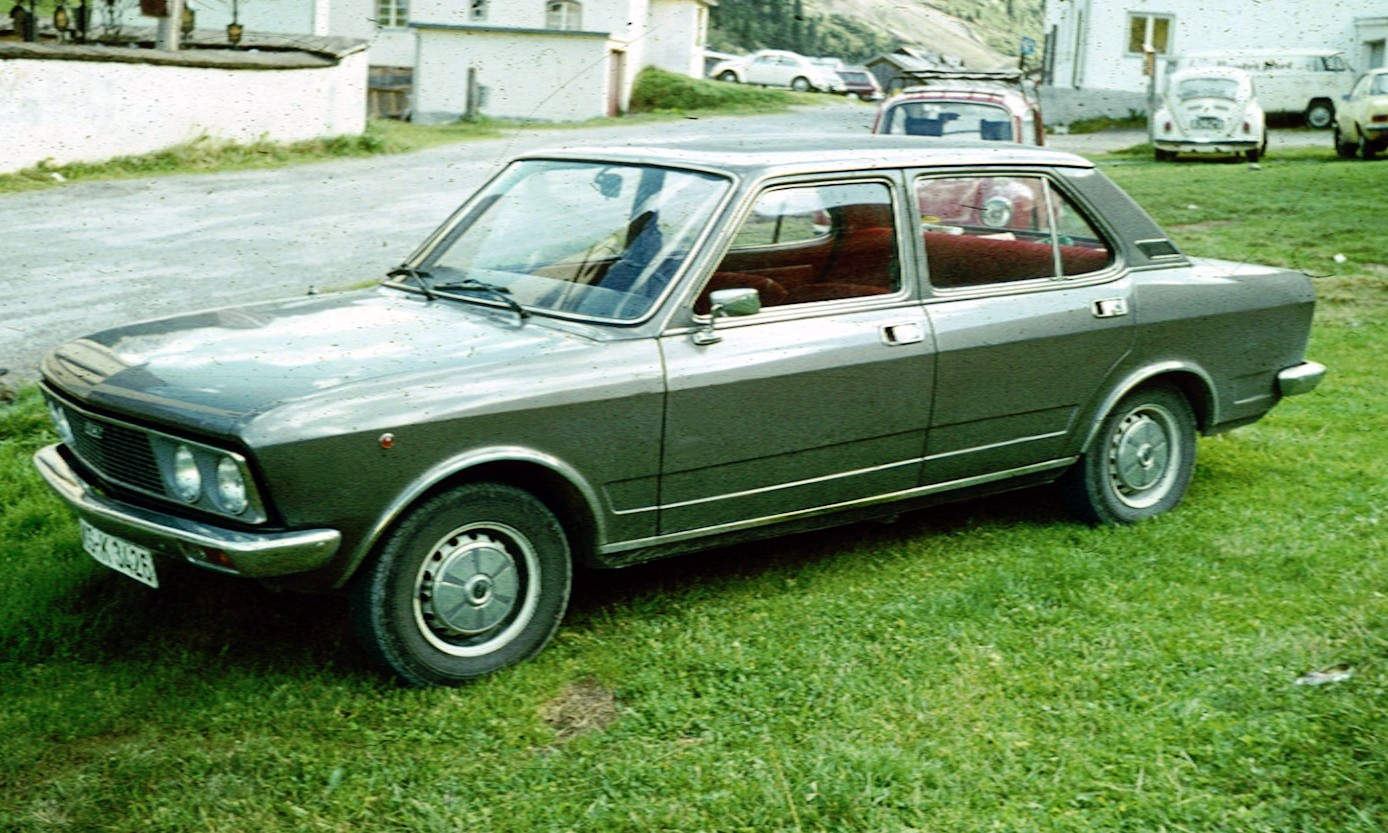
Une Fiat 132, première version.

- Fiat 132 (1re version 1972-1974), voiture de Jourdan
- Renault 5, voiture des malfrats
- Oldsmobile Cutlass coupé 1968, voiture des malfrats
- Peugeot 404, voiture des malfrats

## Publication

### Revues
Les planches d'Entre deux eaux furent publiées dans l'hebdomadaire Spirou entre le 24 novembre 1978 et le 15 février 1979 (n°2119 à 2131).

### Album
La première édition de cet album fut publiée aux Éditions Dupuis en 1979 (dépôt légal 10/1979). C'est le seizième et dernier album de la série. On retrouve cette histoire dans Dix Aventures, le tome 4 de la série Tout Gil Jourdan (Dupuis - 1986), ainsi que dans le tome 4 de la série Gil Jourdan - L'intégrale (Dupuis - 2010).